# Em muốn làm người nổi tiếng
Em muốn làm người nổi tiếng là bộ phim điện ảnh thể loại âm nhạc, chính kịch của Việt Nam phát hành năm 2008, phim được đạo diễn bởi Nghệ sĩ ưu tú Nguyễn Đức Việt từ kịch bản của cựu ca sĩ Hà Anh Thu. Bộ phim giành được giải khuyến khích của Giải Cánh diều 2007. Ba nhân vật chính của phim do những người lần đầu tham gia đóng phim thể hiện: Đan Lê, Hồng Kim Hạnh, Thanh Vân cùng một số nam diễn viên đã có đôi chút ấn tượng với khán giả: Minh Tiệp, Lê Văn Anh và Thanh Tùng.
Em muốn làm người nổi tiếng được tổ chức họp báo ra mắt vào ngày 26 tháng 01 năm 2008 tại Diamond Plaza, Thành phố Hồ Chí Minh.

## Nội dung
Ba nữ ca sĩ trẻ Nhung, Trang, Vân vừa tốt nghiệp Trường Nhạc và lập thành một ban nhạc, khi không tìm được thành công cả nhóm đã tách ra tìm sự nghiệp riêng cho mỗi người. Nhung dựa vào bầu sô đầy uy lực để được xuất hiện nhiều trước khán giả. Trang thì bám vào một đại gia, để chọn con đường hát ở phòng trà. Riêng Vân chọn con đường ca nhạc thính phòng với một nhạc sĩ có tên tuổi. Mỗi người đều phải trả giá cho con đường đến với thành công của riêng mình.

## Phân vai
- Đan Lê vai Tuyết Nhung
- Hồng Kim Hạnh vai Diệu Vân
- Trần Thanh Vân vai Linh Trang
- Lê Văn Anh vai Tuấn Huy
- Thanh Tùng vai Hưng
- Minh Tiệp vai Tân

## Sản xuất

### Đội ngũ sản xuất
Ban đầu, Giám đốc sản xuất Nguyễn Thị Hồng Ngát định mời Vũ Xuân Hưng làm đạo diễn bộ phim, vì tiến độ sản xuất chậm chạp nên Giám đốc sản xuất quyết định thay đạo diễn khác. Nhà quay phim NSƯT Nguyễn Đức Việt được chọn vào vị trí đạo diễn, đây là lần đầu ông giữ vai trò đạo diễn một bộ phim điện ảnh.
Kịch bản gốc của tác giả Hà Anh Thu, người từng có thời gian 6 năm là ca sĩ. Kịch bản đã bị hội đồng kiểm duyệt của Cục Điện ảnh lãng quên suốt 3 năm, đến khi bà Nguyễn Thị Hồng Ngát gần về hưu, kịch bản mới được bà phát hiện ra.
Ban đầu ca sĩ Nhã Kỳ được chọn vào nhân vật Nhung, nhưng vì cô bận lưu diễn tại Đức nên Đan Lê - biên tập viên Dự báo thời tiết của Đài Truyền hình Việt Nam lúc bấy giờ, cũng từng là một ca sĩ - được chọn thay thế. Trước đấy, Đan Lê được mời đóng vai Vân, nhưng vì trong phim nhân vật này mới 16 tuổi, khá trẻ so với cô nên cô đã từ chối. Ngoài Đan Lê, Thanh Vân cũng là một ca sĩ, họ từng là thành viên của nhóm Ước mơ đến vào khoảng năm 2003-2004.

### Bối cảnh
Ê kíp đã đi tìm bối cảnh trong suốt ba tháng, tiêu tốn khoảng 50 triệu. Bối cảnh do họa sĩ Vũ Huy thiết kế, bộ phim được quay tại chùa Trầm, những tụ điểm ca nhạc lớn ở Hà Nội và Tp.Hồ Chí Minh, phù hợp với hoàn cảnh sống của giới ca sỹ thời hiện đại.
Kịch bản gốc khi được duyệt thì chỉ có bối cảnh tại Hà Nội, nhưng trong quá trình làm phim, đoàn làm phim nhận thấy rõ phải đưa các nhân vật của phim vào bối cảnh miền Nam như đúng tình hình thực tế.

### Âm nhạc
Phần âm nhạc do nhạc sĩ Huy Tuấn đảm nhiệm với ca khúc anh sáng tác mới, dành riêng cho bộ phim: Khúc giao mùa. Ngoài ra, một vài ca khúc của Võ Thiện Thanh cũng được sử dụng trong phim. Mức cát xê cho Huy Tuấn khoảng gần 100 triệu đồng. Ông cũng được mời tham gia tuyển vào một vai diễn nhưng không đạt vì "già" hơn nhân vật 2 tuổi.
Phim sử dụng trực tiếp các ca khúc Anh Trôi Về Em, Trái Tim Luôn Gần Nhau, Hãy Cho Em Gần Bên Anh do các ca sĩ Phương Linh, Phương Anh, Phương Thu và Kim trình bày.
Âm thanh của phim được làm hậu kỳ tại Thái Lan với kinh phí khoảng 400 triệu đồng.

### Sản xuất
Tổng kinh phí sản xuất phim ước tính 2,7 tỷ đồng, trong đó Nhà nước hỗ trợ 1,8 tỷ đồng (70%). Bộ phim khởi quay ngày 15 tháng 7 năm 2007 và dự định ra mắt vào dịp Tết Nguyên Đán 2008. Bộ phim chỉ giữ lại 50% đến 60% tình tiết của kịch bản gốc, bộ phim    theo đó cũng chứa đựng góc nhìn tích cực hơn về giới nghệ thuật. Quá trình quay phim diễn ra trong hai tháng.

## Phát hành
Khi bộ phim Giấc mơ không kịp chiếu Tết thì bộ phim Em muốn làm người nổi tiếng mới được đôn ngày chiếu từ 14 tháng 2 sang 7 tháng 2 năm 2008. Phim do BHD độc quyền phát hành trong 5 năm. Từ khi chưa ra rạp, bộ phim đã bán được tám bản cho quân đội.
Cũng như một số phim điện ảnh ra cùng năm, Em muốn làm người nổi tiếng cũng được phát hành Album CD riêng.